# Nicolas-Pierre Gilbert
Pour les articles homonymes, voir Gilbert.
Nicolas-Pierre Gilbert ou Pierre Gilbert (né le 10 mai 1751 à Brest et mort le 19 décembre 1814 à Paris) est un médecin militaire français.

## Biographie

### Débuts
Il fait ses premières études à Quimper et à Vannes. Puis il étudie la chirurgie à Brest. En 1768, il obtient une place d'élève-chirurgien de la Marine à Brest, à la suite d'un concours qui lui vaut en même temps la médaille d'or fondée par Louis XV pour le plus méritant des candidats de chaque promotion. À ce titre, il fait le service des Indes-Orientales sur le vaisseau l'Union mais, malade du scorbut et du mal de mer, il quitte le service de santé de la Marine à son retour à Brest. Il a néanmoins acquis une solide expérience du métier de chirurgien.

### De la chirurgie à la médecine
Dès son arrivée, il remporte un prix de chirurgie qui lui permet de faire ses études de médecine à Paris où il vivra en donnant des leçons de mathématiques. Mais il n'est pas assez riche pour passer son diplôme dans la capitale et passe sa thèse à Angers. En 1779, il est appelé à Brest pour combattre le typhus propagé par l'escadre de La Motte,. Il contracte lui-même le maladie mais en réchappe au prix d'une très longue asthénie. Il est récompensé par le titre de médecin de la Marine à Landerneau. À la fermeture de l'hôpital, il s'installe comme médecin civil dans cette ville et devient membre de la Société royale de médecine en 1784. En 1786, il est nommé médecin des épidémies et se rend à Morlaix pour suivre sa belle-famille. À Morlaix, « il introduit l'inoculation contre laquelle il y avait de grands préjugés. »

### De l'Ancien Régime à la Révolution
Le 12 octobre 1787, son beau-père, M. Besnard, est nommé ingénieur en chef des États de Bretagne. Le Dr Gilbert le suit à Rennes. Mais le collège des médecins de Rennes refuse son inscription et le menace d'expulsion de la ville. Néanmoins, à la Révolution, il devient officier municipal à Rennes et le 15 janvier 1791, principal du collège de Rennes où il rétablit les cours de mathématiques qui avaient été transformés en cours de théologie.
Début décembre 1792, il est président du Conseil général d'Ille-et-Vilaine, suppléant de Lanjuinais à la Convention nationale. Cependant lorsqu'il est appelé à remplacer Lanjuinais le 27 juillet 1793, il refuse et donne sa démission. Il fait signer une protestation contre le 31 mai et est décrété d'arrestation. Obligé de fuir, il se cacha longtemps chez les paysans de la Basse-Bretagne et dans des châteaux abandonnés. On le considéra comme émigré : sa maison fut livrée au pillage et son mobilier vendu illégalement, sa famille dispersée et mise hors la loi par le décret du 8 ventôse an II qui rendait responsables les parents des proscrits. Il se livre lui-même pour ne pas compromettre sa famille. On lui rend la liberté au bout de 6 mois mais à la condition qu'il entre dans la médecine militaire.

### Époque napoléonienne
En 1795, il est médecin à l'Armée des côtes de Brest, puis médecin en chef à l'Armée de Sambre-et-Meuse. Il est ensuite nommé chef au Val-de-Grâce du 19 décembre 1795 au 31 octobre 1801 avant d’être affecté comme médecin-chef de l'expédition de Saint-Domingue débutant en décembre 1801 et s'achevant en novembre 1803. Il y contracte la fièvre jaune.
Le 28 messidor an XII (16 juillet 1804), il est médecin principal du camp de Montreuil, puis médecin de la Grande Armée en 1806. Quand la Grande Armée entre en campagne en 1812, Desgenettes l'autorise à rester à Königsberg pour lui épargner des fatigues excessives. C'est là qu'il recueille les débris de l'armée lors de la retraite de Russie. Il devient médecin principal de la Grande Armée le 1er janvier 1813 lors de la captivité de Desgenettes mais « au bout d'un mois ses infirmités l'obligèrent à demander la permission de rentrer en France. » Gilbert revient à Paris, et reprend son service à l'Hôpital du Val-de-Grâce. Au mois d'avril 1814, il éprouve les premiers symptômes de l'inflammation chronique du foie, à laquelle il succombe le 19 décembre suivant. Il avait donc survécu miraculeusement à trois maladies très graves : scorbut, typhus et fièvre jaune.

## Publications
- Du pacte social, ou Examen raisonné de la Constitution de l'an VIII, Paris, Bacot, 1799, 72 p. (lire en ligne).
- Plan d'un cours d'institutions de médecine pratique, sur les maladies les plus fréquentes chez les gens de guerre, classées par familles ; précédé d'un Discours sur la médecine morale, Paris, Croullebois, 1798-1799, 52 p. (lire en ligne).
- Le Cri de la vérité, ou Réflexions sur la résolution du Conseil des Cinq-Cents, en date du 18 prairial an V, relative au traitement des officiers de santé des hôpitaux militaires, présentées au Conseil des Anciens.
- Gilbert, président du département d'Ille-et-Vilaine, à ses concitoyens.
- Histoire médicale de l'armée française à Saint-Domingue en l'an X : ou Mémoire sur la fièvre jaune, avec un aperçu de la topographie médicale de cette colonie, Paris, Gabon, 1803, 103 p. (lire en ligne).
- Instruction des officiers de santé en chef de l'armée, sur les maladies internes et externes des troupes à Saint-Domingue et sur leur traitement.

« Dans cet opuscule, quelques pages sont consacrées aux substitutions de médicaments venant de l'Europe par des produits locaux. "Pour les officiers de santé, il est important qu'ils connaissent assez la botanique usuelle de Saint-Domingue pour être en état de faire des substitutions bien entendues". »

- Quelques réflexions sur la médecine légale et sur son état actuel en France, lues à la séance publique de la Société de médecine de Paris du 22 pluviôse an IX, Paris, Villier, 1800, 20 p. (lire en ligne).
- Tableau historique des maladies internes de mauvais caractère qui ont affligé la grande armée dans la campagne de Prusse et de Pologne, et notamment de celles qui ont été observées dans les hôpitaux militaires et les villes de Thorn, Bromberg, Fordon et Culm, dans l'hiver de 1806 à 1807, le printems et l'été de 1807, suivi de réflexions sur les divers modes de traitement de ces maladies adoptés par les médecins français et allemands, Louis Quien, 1808, 128 p. (lire en ligne).
- Les Théories médicales modernes comparées entr'elles et rapprochées de la médecine d'observation, mémoire lu à la séance publique du 22 frimaire an VII de la Société de médecine de Paris, suivi du plan d'un cours de médecine pratique sur les maladies les plus fréquentes des gens de guerre classées par familles.

## Distinctions
- Membre de la Société de médecine (1799).
- Membre de la Société des sciences, des arts et des lettres de Paris (1799).
- Officier de la Légion d'honneur le 7 août 1814[11].
- Président du département d'Ille-et-Vilaine[12].
- Membre correspondant de l'Académie des sciences.